# Paul Bettany
Paul Bettany (London, 1971. május 27. –) brit színész.

## Gyermekkora és családja
Paul Bettany színészcsaládban született. Édesapja, Thane színművészeti tanár,  színész. Édesanyja, Anne már visszavonult színésznő. Nővére, Sarah író. Anyai nagyanyja, Olga Gwynne sikeres színésznő volt, anyai nagyapja zenész. Már kilencéves korában beiratkozott egy londoni drámaiskolába.
Öccse, Matthew 8 éves korában meghalt. Nem sokkal később Bettany elhagyta a szülői házat és saját londoni házba költözött. Egy kis lakásban lakott, és az utcán gitározott, hogy pénzt keressen.

## Pályafutása
A Kiss Kiss (Bang Bang), a Gengszterek gengsztere és a Copperfield Dávid hozta meg számára az elismerést 2000-ben. Egy évvel később már Hollywoodban is játszott, a Lovagregényben Geoffrey Chaucert formálta meg, de feltűnt Russell Crowe oldalán az Egy csodálatos elme című filmdrámában is.
Lars von Trier osztott fontos szerepet rá a 2003-ban bemutatott Dogville – A menedék című rendezésében. A kapitány és katona című filmben ismét Russell Crowe oldalán játszott.
Főszerepet kapott a  Wimbledon – Szerva itt, szerelem ott című, teniszről szóló romantikus sportfilmben, partnere Kirsten Dunst volt, de Sam Neill is feltűnt a filmben.
2006-ban a sötét arcát is megmutatta, előbb Harrison Ford elvetemült zsarolójaként tűnt fel a Tűzfalban, majd egy vatikáni bérgyilkost alakított A Da Vinci-kód filmadaptációban.

## Magánélete
2003. január 1-jén vette feleségül Jennifer Connelly színésznőt. 2003. augusztus 5-én megszületett kisfiuk, Stellan. Nevét Stellan Skarsgård színészről kapta, aki együtt játszott Bettanyval a Kiss Kiss (Bang Bang) és a Dogville című filmekben. Jennifer Connelly-vel két közös gyermekük van, illetve egy mostohafia van, Kai Dugan, felesége előző kapcsolatából.

## Filmográfia

### Film
| Év   | Magyar cím                                        | Eredeti cím                                     | Szerep                | Magyar hang          |
| ---- | ------------------------------------------------- | ----------------------------------------------- | --------------------- | -------------------- |
| 1997 | Hajlam                                            | Bent                                            | kapitány              |                      |
| 1998 | Három nő háborúban és szerelemben                 | The Land Girls                                  | Philip                |                      |
| 1999 |                                                   | After the Rain                                  | Steph                 |                      |
| 2000 | Kiss Kiss (Bang Bang)                             | Kiss Kiss (Bang Bang)                           | Jimmy                 | Zámbori Soma         |
| 2000 |                                                   | The Suicide Club                                | Shaw                  |                      |
| 2000 |                                                   | Dead Babie                                      | Quentin               |                      |
| 2000 | Gengszterek gengsztere                            | Gangster No. 1                                  | fiatal gengszter      | Anger Zsolt          |
| 2001 | Lovagregény                                       | A Knight's Tale                                 | Geoffrey Chaucer      | Alföldi Róbert       |
| 2001 | Egy csodálatos elme                               | A Beautiful Mind                                | Charles Herman        | Kaszás Attila        |
| 2002 |                                                   | Euston Road (rövidfilm)                         | "Y"                   |                      |
| 2002 |                                                   | The Heart of Me                                 | Rickie                |                      |
| 2003 | Kapitány és katona: A világ túlsó oldalán         | Master and Commander: The Far Side of the World | Dr. Stephen Maturin   | Forgács Péter        |
| 2003 | Dogville – A menedék                              | Dogville                                        | Tom Edison            | Zámbori Soma         |
| 2003 | Ördögi Színjáték – A Pap, a Várúr és a Boszorkány | The Reckoning                                   | Nicholas              | Stohl András         |
| 2004 | Wimbledon – Szerva itt, szerelem ott              | Wimbledon                                       | Peter Colt            | Epres Attila         |
| 2006 | Tűzfal                                            | Firewall                                        | Bill Cox              | Forgács Péter        |
| 2006 | A Da Vinci-kód                                    | The Da Vinci Code                               | Silas                 | Forgács Péter        |
| 2008 | A Vasember                                        | Iron Man                                        | J.A.R.V.I.S. (hangja) | Szabó Sipos Barnabás |
| 2008 | A méhek titkos élete                              | The Secret Life of Bees                         | T. Ray Owens          | Epres Attila         |
| 2008 | Tintaszív                                         | Inkheart                                        | Dustfinger            | Zámbori Soma         |
| 2008 | Szakítások                                        | Broken Lines                                    | Chester               |                      |
| 2009 | Az ifjú Viktória királynő                         | The Young Victoria                              | Lord Melbourne        | Lux Ádám             |
| 2009 | Teremtés                                          | Creation                                        | Charles Darwin        | Stohl András         |
| 2010 | Légió                                             | Legion                                          | Mihály                | Nagy Ervin           |
| 2010 | Vasember 2.                                       | Iron Man 2                                      | J.A.R.V.I.S. (hangja) | Szabó Sipos Barnabás |
| 2010 | Az utazó                                          | The Tourist                                     | John Acheson          | Forgács Péter        |
| 2011 | A pap – Háború a vámpírok ellen                   | Priest                                          | pap                   | Forgács Péter        |
| 2011 | Krízispont                                        | Margin Call                                     | Will Emerson          | Zámbori Soma         |
| 2012 | Bosszúállók                                       | The Avengers                                    | J.A.R.V.I.S. (hangja) | Kárpáti Levente      |
| 2013 | Vasember 3.                                       | Iron Man 3                                      | J.A.R.V.I.S. (hangja) | Kárpáti Levente      |
| 2013 | Vér                                               | Blood                                           | Joe Fairburn          | Simon Kornél         |
| 2014 | Transzcendens                                     | Transcendence                                   | Max Waters            | Széles Tamás         |
| 2014 |                                                   | Shelter (író és rendező)                        | nem szerepel          |                      |
| 2015 | Mortdecai                                         | Mortdecai                                       | Jock Strapp           | Király Attila        |
| 2015 | Bosszúállók: Ultron kora                          | Avengers: Age of Ultron                         | J.A.R.V.I.S. (hangja) | Kárpáti Levente      |
| 2015 | Legenda                                           | Legend                                          | Charlie Richardson    |                      |
| 2016 | Amerika Kapitány: Polgárháború                    | Captain America: Civil War                      | Vízió                 | Kárpáti Levente      |
| 2017 | Az utazás vége                                    | Journey's End                                   | Osborne hadnagy       | Simon Kornél         |
| 2018 | Bosszúállók: Végtelen háború                      | Avengers: Infinity War                          | Vízió                 | Kárpáti Levente      |
| 2018 | Solo: Egy Star Wars-történet                      | Solo: A Star Wars Story                         | Dryden Vos            | Bozsó Péter          |
| 2020 | Frank bácsi                                       | Uncle Frank                                     | Frank Bledsoe         |                      |
| 2024 | Itt                                               | Here                                            | Al                    | Czvetkó Sándor       |
| TBA  |                                                   | The Collaboration                               | Andy Warhol           |                      |

### Televízió
| Év   | Magyar cím                         | Eredeti cím                | Szerep                      | Megjegyzések                                              |
| ---- | ---------------------------------- | -------------------------- | --------------------------- | --------------------------------------------------------- |
| 1994 |                                    | Wycliffe                   | Ian Greaves                 | 1 epizód                                                  |
| 1996 |                                    | The Bill                   | Jake Connolly               | 1 epizód                                                  |
| 1997 | Sharpe végső ütközete              | Sharpe's Waterloo          | Vilmos herceg               | tévéfilm                                                  |
| 1998 | Rosamunde Pilcher: Különös kastély | Coming Home                | Edward Carey-Lewis          | főszereplő                                                |
| 1998 |                                    | Killer Net                 | Joe Hunter                  | - minisorozat - főszereplő                                |
| 1999 | Női titkok                         | Every Woman Knows a Secret | Rob                         | - minisorozat - főszereplő                                |
| 2000 | Copperfield Dávid                  | David Copperfield          | James Steerforth            | - tévéfilm - magyar hangja Bozsó Péter                    |
| 2017 | Manhunt                            | Manhunt: Unabomber         | Ted Kaczynski               | minisorozat főszereplője                                  |
| 2021 | WandaVízió                         | WandaVision                | Vízió / Fehér Vízió         | - minisorozat - főszereplő - magyar hangja Czvetkó Sándor |
| 2021 | Mi lenne, ha…?                     | What If...?                | Vízió / J.A.R.V.I.S. (hang) | - 2 epizód - magyar hangja Czvetkó Sándor                 |
| 2021 | Marvel Studios: Betekintés         | Marvel Studios: Assembled  | önmaga                      | 1 epizód                                                  |
| 2021 | Botrány brit módra                 | A Very British Scandal     | Ian Campbell                | főszereplő                                                |

## Érdekességek
- A Lovagregény forgatásán gégegyulladást kapott a sok kiabálástól, amit Chaucer szerepéhez kellett tennie.
- Példaképei Humphrey Bogart, Al Pacino, Robert De Niro, Peter O’Toole és Vincent Cassel.
- 2005-ben felhagyott a dohányzással. (látta, hogy 2 éves kisfia egy ceruzával próbálja utánozni őt)